# 苏姜格阿尔
苏姜格阿尔（Sujangarh），是印度拉贾斯坦邦Churu县的一个城镇。总人口83808（2001年）。

## 人口
该地2001年总人口83808人，其中男性43013人，女性40795人；0—6岁人口14307人，其中男7510人，女6797人；识字率64.43%，其中男性为73.54%，女性为54.83%。